# Towarzystwo (osadnictwo)
Towarzystwo – zaczątek wsi - rodzaj związku, jaki zawiązywali włościanie w Królestwie Polskim, którzy kupili  grunty rolne odłączone od majątku ziemskiego,  na raty za pośrednictwem Banku Ziemskiego Włościańskiego w Warszawie.